# Северо-Западные железные дороги
Северо-Западные железные дороги — государственное железнодорожное управление в Российской империи, затем РСФСР и СССР.

## История
Образовано 1 января 1907 года при объединении казённых Петербурго-Варшавской железной дороги c Балтийской и Псково-Рижской. На 1909 год была двухколейной на всем протяжении от Санкт-Петербурга до Варшавы.
В 1929 году участки бывшей Северо-Западной дороги, находившиеся после распада Российской империи в границах РСФСР объединены с Октябрьской железной дорогой. В 1940—1953 годах линии в составе Ленинградской железной дороги.
В настоящее время участки С.-Петербург-Варшавский — Скангали, Тосно — Ивангород, Псков — Печоры-Псковские относятся к Октябрьской железной дороге; Печоры — Валга, Нарва — Таллин — Палдиски — к Эстонской ж. д.; Карсава — Курцумс, Валка — Рига — к Латвийской ж. д., Турмантас — Марцинконис, Лентварис — Кибартай, Алитус — Моцкава — к Литовским ж. д., Поречье — Брузги — к Белорусской ж. д.; Кузница — Варшава-Виленская, Тракишки — Сувалки — Каменна Нова — к Польским ж. д.

## Линии и станции

### Балтийская линия
- Главный ход Санкт-Петербург — Ревель — Балтийский Порт, 386 вёрст.

| раздельная станция | верста | год ввода | класс | примечания                               |
| ------------------ | ------ | --------- | ----- | ---------------------------------------- |
| Санкт-Петербург    | 0      | 1857      | в/к   | Санкт-Петербургский ж.д. узел            |
| Лигово             | 13     | 1857      | III   |                                          |
| Красное Село       | 24     | 1859      | III   |                                          |
| Тайцы              | 32     | 1872      | н/д   |                                          |
| Гатчина            | 43     | 1872      | II    | Узловая станция                          |
| Войсковицы         | 52     | 1870      | н/д   |                                          |
| Елизаветино        | 63     | 1870      | н/д   |                                          |
| Волосово           | 80     | 1870      | н/д   |                                          |
| Молосковицы        | 103    | 1870      | н/д   |                                          |
| Веймарн            | 115    | 1870      | н/д   |                                          |
| Ямбург             | 128    | 1870      | н/д   |                                          |
| Нарва              | 150    | 1870      | II    | Узловая с 1915 г.                        |
| Вайвара            | 173    | 1870      | н/д   |                                          |
| Йеве               | 189    | 1870      | н/д   |                                          |
| Кохтель            | 203    | 1870      | н/д   |                                          |
| Изенгоф            | 211    | 1870      | IV    |                                          |
| Сонда              | 222    | 1870      | н/д   |                                          |
| Везенберг          | 232    | 1870      | III   |                                          |
| Катеринен          | 261    | 1870      | н/д   |                                          |
| Тапс               | 274    | 1870      | II    | с 1876 — узловая, ветвь на Юрьев (Дерпт) |
| Шарлоттенгоф       | 294    | 1870      | н/д   |                                          |
| Кеддер             | 310    | 1870      | н/д   |                                          |
| Ревель             | 346    | 1870      | I     |                                          |
| Кегель             | 371    | 1870      | н/д   | с 1905 — узловая, ветвь на Гапсаль       |
| Балтийский Порт    | 386    | 1870      | н/д   |                                          |

- Дерптская (Юрьевская) ветвь, 184 версты.

| раздельная станция | верста | год ввода | класс | примечания                                        |
| ------------------ | ------ | --------- | ----- | ------------------------------------------------- |
| Тапс               | 0      | 1870      | II    | с 1876 — узловая                                  |
| Рекке              | 31     | 1876      | н/д   |                                                   |
| Лайсгольм          | 43     | 1876      | н/д   |                                                   |
| Таббифер           | 85     | 1876      | н/д   |                                                   |
| Юрьев              | 106    | 1876      | II    | до 1893 г. — Дерпт                                |
| Эльва              | 130    | 1889      | н/д   |                                                   |
| Валк               | 184    | 1888      | н/д   | с 1889 — узловая, примыкание к ж. д. Псков — Рига |

- Гапсальская ветвь, 73 версты.

| раздельная станция | верста | год ввода | класс | примечания       |
| ------------------ | ------ | --------- | ----- | ---------------- |
| Кегель             | 0      | 1905      | н/д   | с 1905 — узловая |
| Ристи              | 42     | 1905      | н/д   |                  |
| Гапсаль            | 73     | 1905      | II    |                  |

- Ораниенбаумская пригородная ветвь, 24 версты (37 вёрст от Санкт-Петербурга).

| раздельная станция | верста | год ввода | класс | примечания                                    |
| ------------------ | ------ | --------- | ----- | --------------------------------------------- |
| Санкт-Петербург    | 0      | 1857      | в/к   |                                               |
| Лигово             | 13     | 1857      | III   |                                               |
| Стрельна           | 21     | 1857      | II    |                                               |
| Новый Петергоф     | 27     | 1857      | II    |                                               |
| Старый Петергоф    | 31     | 1864      | н/д   |                                               |
| Ораниенбаум I      | 37     | 1864      | II    | примыкание военной ж.д. на форт Красная Горка |

- Соединительная ветвь с Николаевской ж.д. Гатчина — Тосно , 46 вёрст.

| раздельная станция | верста | год ввода | класс | примечания                                       |
| ------------------ | ------ | --------- | ----- | ------------------------------------------------ |
| Гатчина            | 0      | 1872      | II    |                                                  |
| Гатчина-товарная   | 3      | 1870      | -     |                                                  |
| Владимирская       | 18     | 1870      | -     |                                                  |
| Лисино             | 27     | 1870      | н/д   |                                                  |
| Тосно              | 46     | 1870      | III   | с 1870 — узловая, соединение с Николаевской ж.д. |

### Варшавская линия
- Главный ход Санкт-Петербург — Варшава, 1046 вёрст

| раздельная станция | верста | год ввода | класс | примечания                                                                                        |
| ------------------ | ------ | --------- | ----- | ------------------------------------------------------------------------------------------------- |
| Санкт-Петербург    | 0      | 1853      | в/к   | Санкт-Петербургский ж.д. узел                                                                     |
| Александровская    | 21     | 1853      | III   | c 1895 — проложена ветка к Императорскому павильону                                               |
| Гатчина            | 42     | 1853      | II    | c 1870 — узловая, соединение с линией Тосно — Гатчина-Товарная — Нарва — Ревель — Балтийский Порт |
| Луга               | 129    | 1857      | II    |                                                                                                   |
| Псков              | 257    | 1859      | I     | с 1889 — узловая, соединение с Московско-Виндаво-Рыбинской ж.д.                                   |
| Остров             | 306    | 1860      | н/д   |                                                                                                   |
| Пыталово           | 345    | 1860      | III   | c 1902 — узловая, боковая ветка Пыталово — Сита                                                   |
| Корсовка           | 376    | 1860      | н/д   |                                                                                                   |
| Режица             | 417    | 1860      | н/д   | с 1901 — узловая, пересечение с Московско-Виндаво-Рыбинской ж.д.                                  |
| Антонополь         | 435    | 1860      | н/д   |                                                                                                   |
| Двинск             | 497    | 1860      | I     | с 1861 — узловая, пересечение с Риго-Двинской ж.д. и Двинско-Витебской ж.д.                       |
| Калкуны            | 502    | 1862      | III   | с 1873 — узловая, пересечение с Либавской ж.д./Либаво-Роменской ж.д.                              |
| Свенцяны           | 585    | 1862      | III   | с 1895 — узловая, соединительная ветка Свенцяны — Березвечъ                                       |
| Вилейская          | 649    | 1862      | II    | с 1873 — узловая, примыкание Либаво-Роменской ж.д.                                                |
| Вильна             | 658    | 1862      | I     | с 1884 — узловая, примыкание Полесских ж.д.                                                       |
| Ландварово         | 675    | 1862      | I     | с 1862 — узловая, магистральная ветвь на Восточную Пруссию                                        |
| Ораны              | 732    | 1862      | III   | c 1895 — узловая, боковая ветка Ораны — Олита                                                     |
| Гродно             | 806    | 1862      | I     |                                                                                                   |
| Белосток           | 884    | 1862      | II    | с 1872 — узловая, пересечение с Брестско-Граевской ж.д. и Полесскими ж.д.,                        |
| Лапы               | 906    | 1862      | н/д   | с 1893 — узловая, пересечение с Привислинскими ж.д.                                               |
| Малкин             | 967    | 1862      | н/д   | с 1887 — узловая, пересечение с Седлец-Малкинская ж.д.                                            |
| Варшава            | 1046   | 1862      | в/к   | Варшавский ж.д. узел. Смена колеи.                                                                |

- Магистральная ветвь Ландварово — Вержболово — Эйдкунен (Восточная Пруссия), 162 версты.

| раздельная станция | верста | год ввода | класс | примечания                                         |
| ------------------ | ------ | --------- | ----- | -------------------------------------------------- |
| Ландварово         | 0      | 1862      | II    | с 1862 — узловая                                   |
| Кошедары           | 46     | 1862      | II    | с 1871 — узловая, примыкание Либаво-Роменской ж.д. |
| Ковно              | 80     | 1862      | I     |                                                    |
| Козлова-Руда       | 115    | 1862      | н/д   |                                                    |
| Вержболово         | 161    | 1862      | I     | пограничная станция России                         |
| Эйдткунен          | 162    | 1862      | н/д   | пограничная станция Пруссии                        |

- Боковая ветвь Ораны — Олита (1895 г.), 36 вёрст.

| раздельная станция | верста | год ввода |
| ------------------ | ------ | --------- |
| Ораны              | 0      | 1862      |
| Артиллерийская     |        |           |
| Патаранцы          | 36     | 1895      |
| Олита              |        |           |
| Симно              |        |           |
| Шестаково          |        |           |
| Сувалки            |        |           |
| Августов           |        |           |
| Новокаменна        |        |           |
| Беляны             |        |           |
| Лососна (Гродно)   |        |           |

- Боковая ветвь Пыталово — Сита (1902 г.), 63 версты.

| раздельная станция | верста | год ввода |
| ------------------ | ------ | --------- |
| Пыталово           | 0      | 1860      |
| Сита               | 63     | 1902      |

- Ветвь Волосово — Мшинская, 1915 г.

### Псково-Рижская линия
- Псков — Печоры — Валк — Рига (1889 г.).

| раздельная станция     | км   | год ввода | примечания                                                             |
| ---------------------- | ---- | --------- | ---------------------------------------------------------------------- |
| Псков I                | 0    |           | ныне Псков-Пассажирский. Узловая с 1889 г.                             |
| Псков II               | 1,4  |           |                                                                        |
| Полковая               | 4,2  |           |                                                                        |
| Моглино                | 12,1 |           |                                                                        |
| Новоизборск            | 23,9 |           |                                                                        |
| Ливамяэ                | 36,0 |           |                                                                        |
| Печоры                 | 46,3 |           | Печоры-Псковские. Узловая станция: 88 км линия на Юрьев (через Пылву). |
| Нейгаузен              |      |           |                                                                        |
| Верро                  |      |           | ныне Выру                                                              |
| Зоммерпален            |      |           | ныне Сыммерпалу                                                        |
| Анцен                  |      |           |                                                                        |
| Каролен                |      |           |                                                                        |
| Валк                   |      |           | ныне Валга. Узловая станция: 83 км линия на Юрьев (через Элву).        |
| Лугажи                 |      |           |                                                                        |
| Саулек                 |      |           | ныне Сауле                                                             |
| Седа                   |      |           |                                                                        |
| Стакельн               |      |           | ныне Стренчи                                                           |
| Ной-Врангельсхоф       |      |           | ныне Бренгули                                                          |
| Вольмар                |      |           | ныне Валмиера                                                          |
| Бале                   |      |           |                                                                        |
| Лоде                   |      |           |                                                                        |
| Янямуйжа               |      |           |                                                                        |
| Венден                 |      |           | ныне Цесис                                                             |
| Арайжи                 |      |           | ныне Арайши                                                            |
| Мелтури                |      |           |                                                                        |
| Рамоцкая               |      |           | ныне Иерики                                                            |
| Лигате                 |      |           | ныне Лигатне                                                           |
| Зегеволд               |      |           | ныне Сигулда                                                           |
| Силциемс               |      |           |                                                                        |
| Эгльупе                |      |           |                                                                        |
| Хинценберг             |      |           | ныне Инчукалнс                                                         |
| Стоке                  |      |           | ныне Вангажи                                                           |
| Криевупе               |      |           |                                                                        |
| Роденпойс              |      |           | ныне Гаркалне                                                          |
| Вайсензее              |      |           | ныне Балтэзерс                                                         |
| Егель                  |      |           | ныне Югла                                                              |
| Сортировочная          |      |           | ныне Чиекуркалнс — также Рига-Балтийская, Кайзервальд, Царский лес.    |
| Александровские ворота |      |           | ныне Земитаны — также Ошкалны.                                         |
| Рига                   |      |           |                                                                        |

### Прочие линии
- Псков — Гдов — Нарва. Построена в 1915—1916 голах Обществом Московско-Виндаво-Рыбинской ж. д.
- Псков — Идрица — (Полоцк I Западн. ж. д.). Построена в 1916—1917 годах Обществом Московско-Виндаво-Рыбинской ж. д.[1]
- Волосово — Мшинская
- Ораниенбаумская электрическая линия (Санкт-Петербург — Стрельна), в 1920 — 1929 входила в состав Северо-западных железных дорог.

## Подразделения, учреждения
Управление располагалось по адресу: С.-Петербург, наб. Обводного канала, д. 118, здание Варшавского вокзала.

### Мастерские и депо
- Санкт-Петербургские (Петроградские), Двинские (1866 г.), Виленские мастерские. Паровозные депо Луга, Псков (1863 г.), Вильна, Козлова-Руда.

### Врачебная часть
- Петроградская узловая больница (1913 г.), Псковская, Двинская (1912 г.), Виленская, Лапская (1914 г.), Тапская (1914 г.) больницы, приемные покои на ст. Гатчина-Варшавская, на ст. Юрьев, в Гродно.

### Училища
- Преображенское, Псковское (1903 г.), Островское, Корсовское, Режицкое, Вышковское, Двинское, Игналинское, Ландваровское, Рудзишское, Оранское, Лапское (1868 г.), Малкинское, Козлово-Рудское, Сувалкское, Волосовское,Нарвское,Тапское (1895 г.), Валкское (1895 г.), Ревельское (1895 г.).